# أولاد آدم (مسلسل مصري)
أولاد آدم هو مسلسل مصري عُرض عام 1986، ومن إخراج جلال غنيم.

## القصة
يحاول "آدم" توطيد الروابط بين أبنائه عندما يسلك كل منهم طريقه في الحياة، بينما يحاول البحث عن ورثة (إلهامي باشا) لتسليمهم ثروته المحفوظة عنده والتي ظلوا يبحثون عنها لمدة طويلة.

## طاقم العمل
- عبد المنعم إبراهيم
- نادية رفيق
- أحمد مرعي
- أحمد ماهر
- فاروق الفيشاوي
- محمد العربي

## وصلات خارجية
- فيلم أولاد آدم على موقع السينما.كوم.